# Holtita
La holtita és un mineral de la classe dels silicats que pertany i dona nom al grup de la holtita. Rep el seu nom per Harold Edward Holt (1908-1967), Primer ministre d'Austràlia entre els anys 1966 i 1967.

## Característiques
La holtita és un silicat de fórmula química (Ta0,6◻0,4)Al₆BSi₃O₁₈. La seva duresa a l'escala de Mohs és 8,5. És una espècie estretament relacionada amb la dumortierita.
Segons la classificació de Nickel-Strunz, la holtita pertany a «09.AJ: Estructures de nesosilicats (tetraedres aïllats), amb triangles de BO₃ i/o B[4], tetraèdres de Be[4], compartint vèrtex amb SiO₄» juntament amb els següents minerals: grandidierita, ominelita, dumortierita, magnesiodumortierita, garrelsita, bakerita, datolita, gadolinita-(Ce), gadolinita-(Y), hingganita-(Ce), hingganita-(Y), hingganita-(Yb), homilita, melanocerita-(Ce), minasgeraisita-(Y), calcibeborosilita-(Y), stillwellita-(Ce), cappelenita-(Y), okanoganita-(Y), vicanita-(Ce), hundholmenita-(Y), prosxenkoïta-(Y) i jadarita.

## Formació i jaciments
Va ser descoberta als placers d'estany de Greenbushes, al comtat de Bridgetown-Greenbushes, a Austràlia Occidental, Austràlia. També ha estat descrita a les pegmatites de Virorco, a El Trapiche (San Luis, Argentina); a la mina del mont Szklana, a Gläsendorf (Baixa Silèsia, Polònia); i al mont Vasin-Myl'k, a l'óblast de Múrmansk, Rússia.